# Aberdaugleddau
Aberdaugleddau (en anglès Milford Haven) és una ciutat i port en el comtat gal·lès de Sir Benfro. Està situada a la riba nord de la badia d'Aberdaugleddau, i és un important port pesquer i petrolier. Amb vora 14.000 habitants, és la ciutat més gran del comtat.

## Història
Des de voltants del 790 fins a la invasió normanda el 1066, els vikings empraren l'estuari com a refugi ocasional. En una visita que hi va fer l'hivern del 854, el cabdill viking Hubba sojornà a Aberdaugleddau amb 23 vaixells; el districte de Hubberston en recorda el nom. El 1172 Enric II en salpà quan anà a envair Irlanda. El 1611, el bard d'Avon en digué:
| «                        | ...how far it is to this same blessed Milford: and by the way tell me how Wales was made so happy as to inherit such a haven... | » |
| — Shakespeare, Cymbeline | |   |

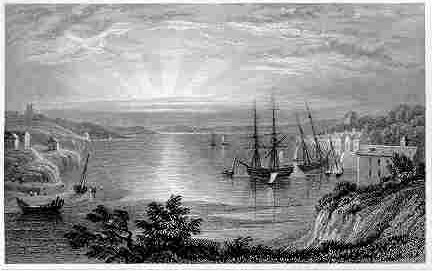
Vista d'Aberdaugleddau, zona de Hakin, 1829

En l'any 1782, Sir William Hamilton rebé en herència terres en la zona de Hubberston i Pill, i decidí promoure-les fent-hi una ciutat i un port. Charles Francis Greville, el seu nebot, fou l'encarregat de desenvolupar el projecte, i una Acta del Parlament del 1790 en possibilità la realització. La població cresqué extraordinàriament per la vinguda de baleners quàquers des de Nantucket, i perquè en el 1797 el Navy Board bastí unes drassanes per fer-hi vaixells de guerra. El port progressà esponerosament, de forma que l'almirall Nelson l'esmentà el 1804 com un dels millors ports que havia vist.
L'any 1814 les Drassanes Reials foren traslladades a Doc Penfro, i això ràpidament afectà la ciutat. John Bartholomew comentava mig segle després (1887) que la població estava somorta, encara que també apuntava que els molls comercials que s'estaven construint probablement esdevindrien una gran base per a comerciar amb Amèrica.

## Etimologia
Aberdaugleddau significa en gal·lès la boca dels dos rius Cleddau.
La forma anglesa és una anglicització de dos mots del nòrdic antic, Melr (turó o barra de sorra) i Fjordr, fiord o ria. A mesura que passava el temps, el significat de fiord quedà cada vegada més oblidat, i hom afegí la paraula Haven per marcar que estava en el riu d'aquest nom.

## Economia
La població ha conegut molts alts i baixos en la seva història. En l'època daurada de la pesca, es deia que "cada dia era dia de paga", i l'expansió de la indústria del petroli també contribuï a la prosperitat de la ciutat. Malauradament, les males èpoques també han estat de consideració. En els anys 80 i 90, la ciutat estava sota mínims, amb una taxa d'atur que arribà al 30% i sense cap empresa de grans dimensions. En aquest nou segle xxi, però, sembla que les coses han millorat, gràcies a la construcció de la terminal de gas natural liquat i la seva connexió amb el polèmic Gasoducte del Sud de Gal·les. La indústria principal de la vila és, en l'actualitat, el refinament de petroli.

## Districtes
La ciutat comprèn diversos districtes. Aberdaugleddau és de fet el més recent, amb només dos edificis d'abans del 1790. Hakin i Hubberston  són més antics, i se situen a l'oest de la població. Steynton, al nord, és una vila medieval que amb el creixement urbanístic s'ha unit a la població. Priory, amb les restes d'un priorat molt antic, està situat en una vall a prop, amb el llogarret de Thornton no gaire lluny.

## Escoles
La Milford Haven School és una gran escola amb vora 1.400 alumnes. La novel·lista Sarah Waters hi estudià.

## Atractius

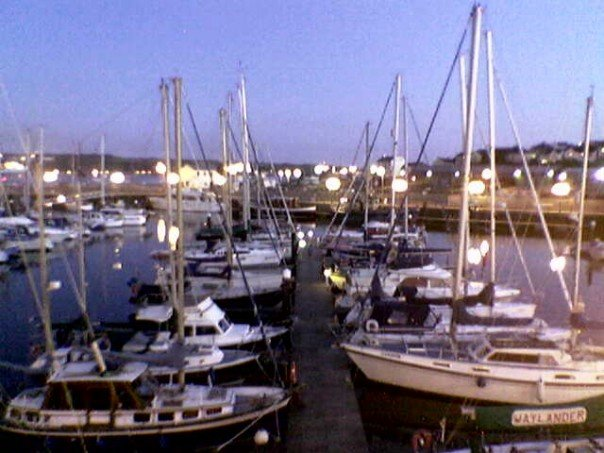
Port de Milford Haven al vespre

Llocs d'interès del poble són Fort Hubberstone, bastit en 1863 per a protegir el port, així com les drassanes, el port esportiu, el museu i les ruïnes d'un observatori astronòmic.
El Port de Milford Haven és com s'anomena el port on la ciutat està situada, i d'on agafa un dels seus dos noms oficials.
Des de mitjans dels anys 90, els atractius turístics de la zona porten visitants que exploren les costes properes, tot proporcionant llocs de treball per als habitants d'Aberdaugleddau.
El Teatre Y Torch, fundat el 1977 i obra de l'arquitecte local Monty Miner, és un dels tres teatres gal·lesos que produeixen obres, i estatja la seva pròpia companyia independent.
Aberdaugleddau està agermanada amb Romilly-sur-Seine,  (França).